# Rodolfo Ramírez
Rodolfo Ramírez, (n. Ciudad de Guatemala, Guatemala, Guatemala 31 de julio de 1988) destacado deportista guatemalteco de la especialidad de bádminton quien fue campeón de Centroamérica y del Caribe en Mayagüez 2010.

## Trayectoria
La trayectoria deportiva de Rodolfo Ramírez se identifica por su participación en los siguientes eventos nacionales e internacionales:

### Juegos Centroamericanos y del Caribe
Fue reconocido su triunfo de ser el tercer deportista con el mayor número de medallas de la selección de  Guatemala 
en los juegos de Mayagüez 2010.

#### Juegos Centroamericanos y del Caribe de Mayagüez 2010
Su desempeño en la vigésima primera edición de los juegos, se identificó por ser el octogésimo noveno deportista con el mayor número de medallas entre todos los participantes del evento, con un total de 3 medallas:

- , Medalla de oro: Dobles
- , Medalla de oro: Equipos
- , Medalla de bronce: Mixto